# Carl Gandrup
Carl Gandrup, född 13 maj 1880, död 1936, var en dansk manusförfattare och romanförfattare.
Gandrup debuterade 1907 under pseudonymen Henrik Hjarne med novellsamlingen Menneskenes Børn og deres Afguder, men verkade sedan främst som dramatiker, ofta med motiv från nutidslivet med verk som Lazarus, Dybet, Faldne Engle och Falske Nøgler, men även med historiska ämnen såsom Spotterens hus, om Peter Andreas Heiberg.

## Filmmanus i urval
- 1917 – Skuggan av ett brott
- 1917 – Envar sin egen lyckas smed